# Roxen
Лариса Роксана Джурджу (рум. Larisa Roxana Giurgiu, более известная под псевдонимом Roxen; 5 января 2000, Клуж-Напока, Румыния) — румынская певица

. Представительница Румынии на Евровидение-2021. Первоначально должна была представлять Румынию на отменённом конкурсе песни Евровидение-2020 в Роттердаме.

## Биография
Родилась 5 января 2000 года в румынском городе Клуж-Напока. Roxen обнаружила свою страсть к музыке в возрасте 7 лет. В детстве она также брала уроки пения и игры на фортепиано.
Roxen является артисткой Global Records. В августе 2019 года совместно с румынским продюсером Sickotoy она записала песню «You Don't Love Me». Песня имела коммерческий успех и поднялась на третью строчку румынского чарта «Airplay 100», а также попала в ротацию многих иностранных радиостанций. В ноябре 2019 года Roxen выпустила свой дебютный сингл «Ce-ți cântă dragostea».

### Евровидение

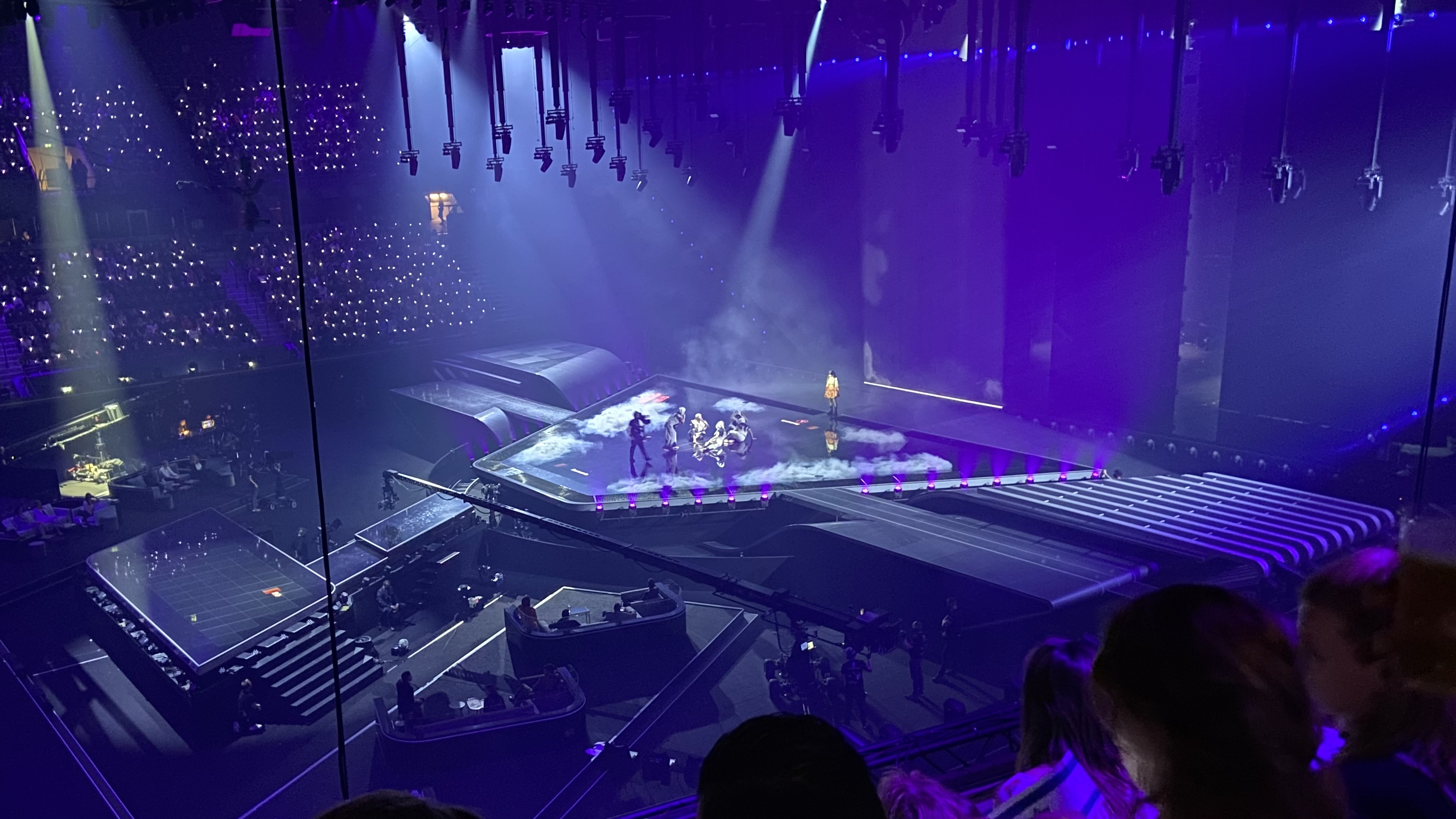
Выступление Roxen в первом полуфинале Евровидения-2021

В начале февраля 2020 года телеканал TVR включил Roxen в шорт-лист из трёх артистов для участия в Евровидении. 11 февраля специальная комиссия приняла решение отправить на конкурс Roxen. 21 февраля были представлены 5 возможных синглов, с которыми певица отправится в Роттердам: «Alcohol You», «Beautiful Disaster», «Cherry Red», «Colors» и «Storm». В ходе национального отбора, конкурсной песней была выбрана «Alcohol You», получившая наивысший балл как от жюри, так и от телезрителей.
Вещатель TVR сохранил в 2021 году за артисткой право представлять Румынию на Евровидении с условием, что она должна была презентовать новую композицию. Девушка плотно работала над новым материалом, в результате чего она представила шесть композиций на выбор. Члены комиссии из TVR выбрали для Евровидения песню Amnesia. 18 мая состоялся первый полуфинал, в котором участвовало 16 стран. Roxen выступала под 13-м номером. По итогам голосования зрителей и жюри певица не прошла в финал конкурса, заняв 12-е место в полуфинале с 85 очками.

## Стиль
Roxen преимущественно работает в жанре дип-хаус. Её музыкальный стиль и внешний вид многие сравнивают с такими исполнителями как Дуа Липа и Билли Айлиш.

## Дискография

### Синглы
| Название                | Год  | Наивысшая позиция в чартах | Альбом            |
| Название                | Год  | ROM                        | Альбом            |
| ----------------------- | ---- | -------------------------- | ----------------- |
| «Ce-ți cântă dragostea» | 2019 | 18                         | Non-album singles |
| «I Don't Care»          | 2019 | —                          | Non-album singles |
| «Alcohol You»           | 2020 | —                          | Non-album singles |
| «Storm»                 | 2020 | —                          | Non-album singles |
| «Colors»                | 2020 | —                          | Non-album singles |
| «Cherry Red»            | 2020 | —                          | Non-album singles |
| «Beautiful Disaster»    | 2020 | —                          | Non-album singles |

#### Как приглашённый артист
| Название                                       | Год  | Наивысшая позиция в чартах | Наивысшая позиция в чартах | Альбом           |
| Название                                       | Год  | ROM                        | BUL                        | Альбом           |
| ---------------------------------------------- | ---- | -------------------------- | -------------------------- | ---------------- |
| "You Don't Love Me" (Sickotoy featuring Roxen) | 2019 | 3                          | 7                          | Non-album single |